# تصفيات كأس العالم 1978
شارك 107 منتخباً في التصفيات المؤهلة لكأس العالم 1978، والتي بدأت مع قرعة التصفيات التمهيدية في 20 نوفمبر 1975 في مدينة غواتيمالا. تأهلت الأرجنتين، بصفتها الدولة المضيفة، وألمانيا الغربية، بصفتها حاملة اللقب، تلقائيًا، تاركة 14 مركزًا مفتوحًا للمنافسة.